# Bernd Noske
Bernd Noske přezdívaný Nossi (17. srpna 1946, Berlín – 18. února 2014, Ruppichteroth) byl německý zpěvák a bubeník. Hudbě se věnoval již od dětství, kdy zpíval ve školním sboru. V roce 1968 nahradil Huga Egona Baldera v rockové skupině Birth Control, ve které působil až do své smrti; byl rovněž jediným hudebníkem, který se podílel na všech albech této skupiny. V roce 1999 vydal své první a jediné sólové album s názvem Come Out at Night. Zemřel po krátké nemoci v únoru 2014 ve svých sedmašedesáti letech.